# Escape (film, 2024)
Pour les articles homonymes, voir Escape.
Pour plus de détails, voir Fiche technique et Distribution.
Escape (hangeul : 탈주 ; RR : talju ; litt. « Évasion ») est un film sud-coréen réalisé par Lee Jong-pil et sorti en 2024.

## Synopsis
Un soldat nord-coréen, rêvant d'un avenir de l'autre côté de la clôture de barbelés de la zone coréenne démilitarisée, s'évade, mais est poursuivi sans relâche par un officier du ministère de la sécurité d'État qui doit l'arrêter désespérément.

## Fiche technique
Sauf indication contraire ou complémentaire, les informations mentionnées dans cette section peuvent être confirmées par la base de données KMDb
- Titre original : 탈주
- Titre anglophone : Escape
- Réalisation : Lee Jong-pil
- Scénario : Kwon Seong-hui
- Musique : Dalparan
- Photographie : Kim Sung-an
- Montage : Lee Kang-hee
- Production : Hong Jeong-in
- Société de production : The Lamp
- Société de distribution : Megabox Plus M
- Budget : 10 milliards ₩[2]
- Pays de production :  Corée du Sud
- Langue originale : coréen
- Format : couleur
- Genre : action, drame, thriller
- Durée : 94 minutes
- Date de sortie : 3 juillet 2024

## Distribution
- Lee Je-hoon : Im Gyu-nam
- Koo Kyo-hwan (en) : Li Hyeon-sang
- Hong Xa-bin : Dong-hyeok
- Song Kang : Seon Woo-min (caméo)[3]
- Esom (en) (caméo)[4]
- Lee Ho-jung (en) (caméo)[5]
- Shin Hyun-ji (caméo)[5]

## Production

### Développement
Le scénario est écrit par Kwon Seong-hui, à la suite d'une idée du réalisateur après avoir lu « un sujet, à l'étranger, sur deux jeunes Africains essayant désespérément d'entrer illégalement au Royaume-Uni en s'attachant aux roues d'un avion, puis, à une époque où je me demandais ce que ressentiraient les jeunes de nos jours s'ils faisait de la même manière. ».

### Attribution des rôles
|  |

En novembre 2021, lors de la remise le prix du meilleur nouveau réalisateur à la cérémonie des Blue Dragon Film Awards, Lee Je-hoon déclare vouloir travailler avec Koo Kyo-hwan en tant qu'acteur. Fin décembre, Lee Je-hoon confirme sa participation dans le rôle principal du déserteur nord-coréen au prochain film de Lee Jong-pil,. Cinq jours plus tard, Koo Kyo-hwan approuve son apparition, interprétant également le rôle principal de l'officier nord-coréen du ministère de la sécurité d'État,.
Mi-mai 2023, l'apparition de Hong Xa-bin est annoncée dans ce projet, de même que Song Kang, selon un membre de la société The Lamp en mi-avril 2024, avant de partir au service militaire au début de ce même mois, puis Esom, Lee Ho-jung et Shin Hyun-ji en mi-juin.

### Tournage
Le tournage commence en février 2022,. Il prend fin en juin suivant.

## Accueil

### Sortie
Fin décembre 2021, la sortie du film est prononcée au premier semestre 2022. Mi-janvier 2024, la distribution Megabox Plus M annonce sa sortie en ce juillet. En mai, elle a pour date confirmée : le 3 juillet 2024

## Distinctions

### Sélection
- Baeksang Arts Awards 2025 :
  - Meilleur réalisateur, Lee Jong-pil
  - Meilleur acteur dans un second rôle, Koo Kyo-hwan (en) pour le rôle du Major Lee Hyun-sang
- Festival du film coréen à Paris 2024 : section « Évènements »